# Costituzione della Corea del Nord
La Costituzione socialista della Repubblica Popolare Democratica di Corea è la legge fondamentale della Corea del Nord che sancisce la natura socialista del paese, pone le basi del sistema governativo e regola le funzioni del partito al potere, il Partito del Lavoro di Corea (PLC), in relazione al Gabinetto e all'Assemblea popolare suprema. La Costituzione è suddivisa in 172 articoli raccolti in sette sezioni.
La Corea del Nord è governata anche dai Dieci principi per l'istituzione di un sistema ideologico monolitico, spesso superiori alla Costituzione stessa e che rappresentano de facto la legge suprema dello Stato.
Nonostante i diversi cambiamenti, la Costituzione ha un valore assai relativo poiché molte libertà descritte non sono mai state garantite. Anche il Parlamento, che dovrebbe essere uno degli organi più importanti dello Stato e a cui sono assegnati ampi poteri, è nei fatti un fantoccio che si limita a ratificare decisioni già prese.

## Caratteristiche
La Costituzione nordcoreana è unica nel combinare forti tendenze socialiste e nazionaliste assieme al suo riferimento all'ideologia Juche propria dello Stato.
La Costituzione designa il paese come uno Stato socialista e rivoluzionario, con il nome ufficiale di Repubblica Popolare Democratica di Corea. Secondo la Costituzione, lo Stato "deve condurre tutte le attività sotto il controllo del Partito del Lavoro di Corea". Mentre ai cittadini viene riconosciuto un limitato diritto alla proprietà ("andando incontro ai semplici e individuali voleri dei cittadini"), le disposizioni della Costituzione sull'economia pianificata stabiliscono che i mezzi di produzione debbano essere posseduti soltanto dallo Stato e dalle cooperative sociali.
L'articolo 12 definisce lo Stato come una "dittatura della democrazia popolare" sotto la leadership del PLC che garantisce i diritti civili e politici, come la libertà di parola, il diritto di eleggere gli ufficiali, il diritto ad un equo processo e la libertà di culto. Asserisce il diritto di ogni cittadino al lavoro, all'educazione, al cibo e all'assistenza sanitaria. Tuttavia, tutti questi diritti sono limitati dall'articolo 81, dove viene richiesto che tutti i cittadini debbano "strettamente salvaguardare l'unità politica e ideologica e la solidarietà del popolo", e dall'articolo 82, che richiede ai cittadini di osservare "gli standard di vita socialisti".
L'articolo 67 afferma: "Ai cittadini viene garantita la libertà di parola, di stampa, assemblea, dimostrazione e di associazione. Lo Stato deve garantire le condizioni per la libera attività dei partiti politici democratici e delle organizzazioni sociali."
Sebbene l'Assemblea popolare suprema sia designata dalla Costituzione come "l'organo più importante del potere statale", il paese è de facto una dittatura sotto il controllo di un supremo leader. Uno dei compiti dell'Assemblea è quello di eleggere il presidente della Commissione per gli Affari di Stato (l'ex Commissione di difesa nazionale). Da quando il supremo leader viene eletto a questa carica, l'ufficio può essere considerato la più alta posizione dell'autorità.
La Costituzione può essere modificata o ampliata con i due terzi dell'Assemblea popolare e ogni cambiamento necessita quindi del consenso del presidente del PLC (in precedenza, segretario generale), una carica che il supremo leader detiene per regolamento. Non esiste alcun organo per il controllo di legittimità costituzionale o di revisione né un difensore civico.

## Storia
La Costituzione inaugurale venne adottata nel 1948, e sostituita con una nuova nel 1972. Vi sono state delle revisioni nel 1992, 1998, 2009, 2013, e un'ultima nel 2016.

### Costituzione del Popolo del 1948
La prima Costituzione nordcoreana si ispirava a quella sovietica del 1936 e venne adottata alla prima Assemblea popolare suprema nel settembre 1948. Iosif Stalin in persona modificò la Costituzione con Terentij Štykov, il governatore sovietico de facto della Corea del Nord, a Mosca. Alcuni articoli furono successivamente riscritti da dei supervisori sovietici. Con la Costituzione del 1948, l'Assemblea popolare suprema diventò l'organo più importante dello Stato, mentre il suo Presidium era il responsabile dell'iniziativa e dell'elaborazione delle politiche. A differenza delle successive, la Costituzione inaugurale non garantiva lo status privilegiato al PLC e definiva Seul come la capitale del paese, mentre in seguito verrà designata Pyongyang. La Costituzione del 1948 divenne ben presto obsoleta e venne sostituita con una nuova nel 1972.

### Costituzione Juche del 1972
La proposta di una nuova costituzione per la Corea del Nord venne discussa già nel 1960. Tuttavia, i continui cambiamenti nell'assetto internazionale fecero comprendere ai dirigenti che la Corea del Nord non poteva più posticipare una revisione costituzionale. Il PLC nominò una commissione per abbozzare una nuova costituzione che venne istituita ufficialmente nell'ottobre del 1972. La necessità venne elaborata da Kim Il-sung durante la prima sessione della quinta Assemblea popolare suprema il 25 dicembre 1972:
La Costituzione del 1972 venne adottata il 27 dicembre. Sotto la nuova carta, Kim Il-sung divenne il Presidente della Corea del Nord, servendo come comandante delle forze armate e come presidente del Comitato di difesa nazionale; aveva il potere di emanare editti, graziare e concludere o abrogare i trattati. Con la vecchia costituzione, nessun altro poteva essere designato alla carica di capo dello Stato. In contrasto alla costituzione filo-sovietica del 1948, quella del 1972 introdusse vari concetti nordcoreani di governo, facendo dei riferimenti eccessivi all'ideologia Juche, tanto che il saggista britannico Christopher Hale sostiene che "sarebbe più preciso definire la costituzione come una costituzione Juche".

### Costituzione Kim Il-sung del 1998
La "Costituzione Kim Il-sung" del 1998 nominò Kim Il-sung, morto nel 1994, come il "presidente eterno". Oltretutto, quella del 1998 è stata la prima ad includere un preambolo dedicato alla storia del paese in base alla persona di Kim Il-sung.

### Costituzione Songun del 2009
La nuova versione emendata nel 2009 della legge fondamentale della Corea del Nord viene chiamata "Costituzione Songun" ed è più lunga di sei articoli rispetto alla precedente del 1998. La Sezione 2 del Capitolo VI sul “Presidente della Commissione di difesa nazionale” è completamente nuova e il suddetto incarico venne affidato a livello costituzionale direttamente al supremo leader della Corea del Nord. Negli Articoli 29 e 40 (rispettivamente Economia e Cultura) la parola 공산주의 (comunismo) è stata rimossa.

### Costituzione Kim Il-sung–Kim Jong-il del 2012
La Costituzione è stata nuovamente modificata nel 2012 durante la quinta sessione della XII Assemblea popolare suprema per includere nel preambolo l'eredità di Kim Jong-il (morto un anno prima) nella costruzione della nazione e la Corea del Nord come "Stato con armi nucleari", in base a ciò, la Costituzione venne rinominata come la "Costituzione Kim Il-sung–Kim Jong-il". La Sezione 2 del Capitolo VI e molti altri articoli e disposizioni furono revisionati a causa delle disposizioni degli Articoli 91 e 95 che sanciscono la modifica costituzionale soltanto durante le sessioni plenarie dell'Assemblea popolare suprema.

### Costituzione del 2013
Una modifica della Costituzione è stata fatta il primo aprile del 2013.

### Costituzione del 2016
La Costituzione è stata nuovamente modificata nel giugno 2016 in seguito al VII Congresso del Partito del Lavoro di Corea e sostituisce la Commissione di difesa nazionale con la Commissione per gli Affari di Stato e nomina Kim Jong-un come capo di Stato. Il motivo della riorganizzazione era in parte quello di rendere più chiaro il ruolo della Commissione per gli Affari di Stato nella politica economica che precedentemente la Costituzione assegnava al Gabinetto.

### Testi originali
- Socialist Constitution of the Democratic People's Republic of Korea, Foreign Languages Publishing House, 1986 [Adottata il 27 dicembre 1972], OCLC 1004545528.
- Socialist Constitution of the Democratic People's Republic of Korea, su Naenara, Foreign Languages Publishing House, 1998 (Emendata il 5 settembre 1998) (archiviato dall'url originale il 26 aprile 2013).
- Socialist Constitution of the Democratic People's Republic of Korea, Foreign Languages Publishing House, 2010  [2009 (Emendata il 9 aprile 2009)], OCLC 855026478.
  -  Costituzione della Repubblica Popolare Democratica di Corea, su Gruppo di Studio Juché-Songun, 2009. URL consultato il 14 luglio 2020 (archiviato dall'url originale il 19 febbraio 2020).
- Socialist Constitution of the Democratic People's Republic of Korea, Foreign Languages Publishing House, 2014  [2013 (Emendata il 1 aprile 2013)], ISBN 978-9946-0-1099-1 (archiviato dall'url originale l'8 giugno 2016).
- Socialist Constitution of the Democratic People's Republic of Korea (PDF), Foreign Languages Publishing House, 2017  [2016].